# Cieurac
Cieurac település Franciaországban, Lot megyében. Lakosainak száma 647 fő (2022. január 1.). Cieurac Flaujac-Poujols, Fontanes, Laburgade, Lalbenque és Le Montat községekkel határos.

## Népesség
A település népességének változása:
| Lakosok száma | 212  | 279  | 264  | 402  | 483  | 522  | 550  | 587  | 599  | 647  |
|               | 1968 | 1982 | 1990 | 2006 | 2013 | 2015 | 2017 | 2019 | 2020 | 2022 |